# PDC Pro Tour 2017
De PDC Pro Tour 2017 is een reeks van dartstoernooien die werden georganiseerd door de Professional Darts Corporation (PDC). Deze Tour bestaat uit de Professional Dart Players Organisation (PDPA) Players Championships, UK Open Qualifiers en de European Tour-evenementen. Deze editie werden er 40 PDC Pro Tour-evenementen gespeeld, bestaande uit 22 Players Championships, 6 UK Open Qualifiers en 12 Europese Tour-evenementen. De wedstrijden werden niet op televisie uitgezonden.

## Prijzengeld
Op 19 december 2016 maakte de PDC het prijzengeld bekend voor PDC Pro Tour 2017. Ten opzichte van de PDC Pro Tour 2016 was het prijzengeld voor alle Europese Tourevenementen gestegen met 20.000 pond van 115.000 naar 135.000 en was het prijzengeld voor de UK Open Qualifiers en de Players Championships gelijkgebleven. Wel werden er dit jaar twee Players Championships en twee Europese Tour-evenementen extra gespeeld ten opzichte van de vorige jaargang.
| Plaats          | UK Open Qualifiers |
| --------------- | ------------------ |
| Winnaar         | £10.000            |
| Runner-up       | £5.000             |
| Halvefinalisten | £2.500             |
| Kwartfinalisten | £2.000             |
| Laatste 16      | £1.500             |
| Laatste 32      | £750               |
| Laatste 64      | £250               |
| Totaal          | £60.000            |

| Plaats          | Players Championships |
| --------------- | --------------------- |
| Winnaar         | £10.000               |
| Runner-up       | £6.000                |
| Halvefinalisten | £3.000                |
| Kwartfinalisten | £2.250                |
| Laatste 16      | £1.500                |
| Laatste 32      | £1.000                |
| Laatste 64      | £500                  |
| Totaal          | £75.000               |

| Plaats          | Europese Tour |
| --------------- | ------------- |
| Winnaar         | £25.000       |
| Runner-up       | £10.000       |
| Halvefinalisten | £6.000        |
| Kwartfinalisten | £5.000        |
| Laatste 16      | £3.000        |
| Laatste 32      | £2.000        |
| Laatste 48      | £1.000        |
| Totaal          | £135.000      |

## PDC Pro Tour Card
Aan 128 spelers werden Tour Cards toegekend, waarmee zij mochten deelnemen aan alle Players Championships, UK Open Qualifiers en European Tour-evenementen.
De Tour Cards van 2017 werden toegekend aan:
- (64) De top 64-spelers van de PDC Order of Merit na het PDC World Darts Championship 2017.
- (32) De 32 qualifiers van de Q-School 2016 die niet in de top 64 van de PDC Order of Merit stonden na het WK.
- (2) De twee hoogste qualifiers van de Challenge Tour 2016 (Rob Cross en Ryan Searle).
- (2) De twee hoogste qualifiers van de Development Tour 2016 (Dean Reynolds en Ross Twell). Dean Reynolds trok zich terug, waardoor Aden Kirk zijn Tourkaart kreeg.
- (16) De 16 qualifiers van de Q-School 2017.

Daarna werd het spelersveld aangevuld met de hoogst gekwalificeerde spelers van de Q School Order of Merit, tot het maximumaantal van 128 Pro Tour Card-spelers was bereikt. Dat waren er dit jaar 12.

### Q School
De PDC Pro Tour Qualifying School werd gehouden in het Robin Park Tennis Centre in Wigan van 19 tot 22 januari 2017. De volgende spelers wonnen een tweejarige Tourkaart:
| Datum              | Qualifiers                                                    |
| ------------------ | ------------------------------------------------------------- |
| Dag 1 - 19 januari | Prakash Jiwa, Lee Bryant, Stephen Burton, Jim Brown           |
| Dag 2 - 20 januari | Richard North, Ritchie Edhouse, Royden Lam, Maik Langendorf   |
| Dag 3 - 21 januari | Scott Taylor, Richie Burnett, John Part, Steve Lennon         |
| Dag 4 - 22 januari | Martin Schindler, Kirk Shepherd, Toni Alcinas, Paul Nicholson |

Een Q School Order of Merit werd gemaakt met behulp van het volgende puntensysteem:
| Plaats       | Punten       |
| ------------ | ------------ |
| Finale ronde | Negen punten |
| Laatst 16    | Vijf punten  |
| Laatst 32    | Drie punten  |
| Laatst 64    | Twee punten  |
| Laatst 128   | Eén punt     |

Op basis van deze Q School Order of Merit werden nog twaalf Tourkaarten verdeeld:
| Plaats | Speler           | Punten |
| ------ | ---------------- | ------ |
| 1      | Jamie Bain       | 17     |
| 2      | Jimmy Hendriks   | 16     |
| 3      | Ronnie Baxter    | 15     |
| 4      | Steve Hine       | 15     |
| 5      | Sven Groen       | 15     |
| 6      | Paul Rowley      | 14     |
| 7      | Scott Darbyshire | 14     |
| 8      | Mickey Mansell   | 14     |
| 9      | Chris Quantock   | 12     |
| 10     | John Norman jr.  | 11     |
| 11     | Darren Johnson   | 11     |
| 12     | Madars Razma     | 11     |

## Players Championships
| Nr. | Datum                 | Plaats                          | Winnaar            | Uitslag | Runner-up         |
| --- | --------------------- | ------------------------------- | ------------------ | ------- | ----------------- |
| 1   | Zaterdag 25 februari  | Barnsley, Metrodome             | Alan Norris        | 6-1     | Peter Jacques     |
| 2   | Zondag 26 februari    | Barnsley, Metrodome             | Gary Anderson      | 6-1     | Peter Wright      |
| 3   | Zaterdag 11 maart     | Barnsley, Metrodome             | Rob Cross          | 6-5     | Mervyn King       |
| 4   | Zondag 12 maart       | Barnsley, Metrodome             | Simon Whitlock     | 6-5     | Darren Johnson    |
| 5   | Zaterdag 1 april      | Milton Keynes                   | Adrian Lewis       | 6-3     | Dave Chisnall     |
| 6   | Zondag 2 april        | Milton Keynes                   | Michael van Gerwen | 6-1     | Peter Wright      |
| 7   | Zaterdag 8 april      | Barnsley, Metrodome             | Daryl Gurney       | 6-3     | Kim Huybrechts    |
| 8   | Zondag 9 april        | Barnsley, Metrodome             | Joe Cullen         | 6-5     | Daryl Gurney      |
| 9   | Zaterdag 19 april     | Wigan, Robin Park Tennis Centre | Michael van Gerwen | 6-2     | Robert Thornton   |
| 10  | Zondag 20 april       | Wigan, Robin Park Tennis Centre | Gary Anderson      | 6-3     | Peter Wright      |
| 11  | Zaterdag 20 mei       | Milton Keynes                   | Peter Wright       | 6-3     | Daryl Gurney      |
| 12  | Zondag 21 mei         | Milton Keynes                   | Rob Cross          | 6-5     | Ian White         |
| 13  | Zaterdag 17 juni      | Wigan, Robin Park Tennis Centre | Steve Beaton       | 6-3     | Gary Anderson     |
| 14  | Zondag 18 juni        | Wigan, Robin Park Tennis Centre | Gary Anderson      | 6-1     | Ian White         |
| 15  | Zaterdag 8 juli       | Barnsley, Metrodome             | Darren Webster     | 6-1     | Daryl Gurney      |
| 16  | Zondag 9 juli         | Barnsley, Metrodome             | Joe Cullen         | 6-1     | Zoran Lerchbacher |
| 17  | Zaterdag 5 augustus   | Barnsley, Metrodome             | Kyle Anderson      | 6-2     | Kevin Painter     |
| 18  | Zondag 6 augustus     | Barnsley, Metrodome             | Dave Chisnall      | 6-5     | Richard North     |
| 19  | Zaterdag 29 september | Dublin, City West Hotel         | Rob Cross          | 6-2     | Peter Wright      |
| 20  | Zondag 30 september   | Dublin, City West Hotel         | Mensur Suljović    | 6-4     | Stephen Bunting   |
| 21  | Zaterdag 20 oktober   | Barnsley, Metrodome             | Rob Cross          | 6-3     | Adrian Lewis      |
| 22  | Zondag 21 oktober     | Barnsley, Metrodome             | Jonny Clayton      | 6-1     | James Wilson      |

## UK Open Qualifier
| Nr. | Datum                | Plaats                          | Winnaar            | Uitslag | Runner-up        |
| --- | -------------------- | ------------------------------- | ------------------ | ------- | ---------------- |
| 1   | Vrijdag 3 februari   | Wigan, Robin Park Tennis Centre | Peter Wright       | 6-4     | Adrian Lewis     |
| 2   | Zaterdag 4 februari  | Wigan, Robin Park Tennis Centre | Simon Whitlock     | 6-4     | Gary Anderson    |
| 3   | Zondag 5 februari    | Wigan, Robin Park Tennis Centre | Peter Wright       | 6-5     | Michael Smith    |
| 4   | Vrijdag 10 februari  | Wigan, Robin Park Tennis Centre | Michael van Gerwen | 6-3     | Gary Anderson    |
| 5   | Zaterdag 11 februari | Wigan, Robin Park Tennis Centre | Simon Whitlock     | 6-3     | Ronny Huybrechts |
| 6   | Zondag 12 februari   | Wigan, Robin Park Tennis Centre | Peter Wright       | 6-3     | James Wade       |

## Europese Tour
Er waren twaalf Europese Tour-toernooien dit jaar:
| Nr. | Datum           | Ook bekend als            | Plaats                       | Winnaar            | Uitslag | Runner-up          |
| --- | --------------- | ------------------------- | ---------------------------- | ------------------ | ------- | ------------------ |
| 1   | 24–26 maart     | German Darts Championship | Hildesheim, Halle 39         | Peter Wright       | 6-3     | Michael van Gerwen |
| 2   | 15–17 april     | German Darts Masters      | Jena, Sparkassenarena        | Michael van Gerwen | 6-2     | Jelle Klaasen      |
| 3   | 21–22 april     | German Darts Open         | Saarbrücken, Saarlandhalle   | Peter Wright       | 6-5     | Benito van de Pas  |
| 4   | 5–7 mei         | European Darts Grand Prix | Sindelfingen, Glaspalast     | Peter Wright       | 6-0     | Michael van Gerwen |
| 5   | 12-14 mei       | Gibraltar Darts Trophy    | Gibraltar, Victoria Stadium  | Michael Smith      | 6-4     | Mensur Suljović    |
| 6   | 9–11 juni       | European Darts Matchplay  | Hamburg, Inselparkhalle      | Michael van Gerwen | 6-3     | Mensur Suljović    |
| 7   | 23–25 juni      | Austrian Darts Open       | Wenen, Multiversum Schwechat | Michael van Gerwen | 6-5     | Michael Smith      |
| 8   | 30 juni –2 juli | European Darts Open       | Leverkusen, Smidt-Arena      | Peter Wright       | 6-2     | Mervyn King        |
| 9   | 1–3 september   | Dutch Darts Masters       | Maastricht, MECC Eventcenter | Michael van Gerwen | 6-1     | Steve Beaton       |
| 10  | 8–10 september  | German Darts Grand Prix   | Mannheim, Maimarkthalle      | Michael van Gerwen | 6-3     | Rob Cross          |
| 11  | 22–24 september | International Darts Open  | Riesa, Sachsen Arena         | Peter Wright       | 6-5     | Kim Huybrechts     |
| 12  | 13–15 oktober   | European Darts Trophy     | Göttingen, Lokhalle          | Michael van Gerwen | 6-4     | Rob Cross          |

## PDC Challenge Tour
De PDC Unicorn Challenge Tour was toegankelijk voor alle PDPA-leden die tijdens de Q School geen Tourkaart hadden weten te bemachtigen. De spelers die als nummer 1 en 2 op de PDC Unicorn Challenge Tour Order of Merit waren geëindigd, kregen een Tourkaart voor twee jaar, waarmee zij konden deelnemen aan de PDC Pro Tour 2018 en 2019. De nummers 3 tot en met 8 mochten gratis deelnemen aan de PDC Q-School-editie in 2018.
| Nr. | Datum                | Plaats                  | Winnaar          | Legs  | Runner-Up          |
| --- | -------------------- | ----------------------- | ---------------- | ----- | ------------------ |
| 1   | Zaterdag 25 maart    | Milton Keynes, Arena MK | Aaron Dyer       | 5-1   | Mark Frost         |
| 2   | Zaterdag 25 maart    | Milton Keynes, Arena MK | Paul Mitford     | 5-0   | Martin Lukeman     |
| 3   | Zondag 26 maart      | Milton Keynes, Arena MK | Lee Evans        | 5-4   | Kevin Dowling      |
| 4   | Zondag 26 maart      | Milton Keynes, Arena MK | Aaron Dyer       | 5-2   | Mark Wilson        |
| 5   | Zaterdag 15 april    | Barnsley, Metrodome     | Ryan Harrington  | 5-2   | Mark Frost         |
| 6   | Zaterdag 15 april    | Barnsley, Metrodome     | Wayne Jones      | 5-1   | Jason Wilson       |
| 7   | Zondag 16 april      | Barnsley, Metrodome     | Mark Dudbridge   | 5-2   | Alan Tabern        |
| 8   | Zondag 16 april      | Barnsley, Metrodome     | Wayne Jones      | 5-2   | Jay Foreman        |
| 9   | Zaterdag 13 mei      | Milton Keynes. Arena MK | Nathan Aspinall  | 5-1   | Radoslaw Szaganski |
| 10  | Zaterdag 13 mei      | Milton Keynes. Arena MK | Robert Rickwood  | 5-3   | Jason Wilson       |
| 11  | Zondag 14 mei        | Milton Keynes. Arena MK | Peter Jacques    | 5-4   | Wayne Jones        |
| 12  | Zondag 14 mei        | Milton Keynes. Arena MK | Luke Humphries   | 5-4   | Andy Smith         |
| 13  | Zaterdag 10 juni     | Milton Keynes. Arena MK | Warrick Scheffer | 5-3   | Mark Dudbridge     |
| 14  | Zaterdag 10 juni     | Milton Keynes. Arena MK | Kevin McDine     | 5-4   | Luke Humphries     |
| 15  | Zondag 11 juni       | Milton Keynes. Arena MK | Mark Dudbridge   | 5 - 4 | Kevin Edwards      |
| 16  | Zondag 11 juni       | Milton Keynes. Arena MK | Matthew Edgar    | 5-2   | Barrie Bates       |
| 17  | Zaterdag 9 september | Wigan, Robin Park Arena | Peter Jacques    | 5-2   | Wayne Jones        |
| 18  | Zaterdag 9 september | Wigan, Robin Park Arena | Nick Fullwell    | 5-4   | Kevin Edwards      |
| 19  | Zondag 10 september  | Wigan, Robin Park Arena | Wayne Jones      | 5-3   | Stuart Kellett     |
| 20  | Zondag 10 september  | Wigan, Robin Park Arena | Alan Tabern      | 5-3   | Adam Smith-Neale   |

## PDC Development Tour
De PDC Unicorn Development Tour was toegankelijk voor spelers van 16 tot 23 jaar. De spelers die als nummer 1 en 2 op de PDC Development Tour Order of Merit waren geëindigd, kregen een Tourkaart voor twee jaar, waarmee zij konden deelnemen aan de PDC Pro Tour 2018 en 2019. De nummers 3 tot en met 8 mochten gratis deelnemen aan de PDC Q-School-editie in 2018. 
| Nr. | Datum                 | Plaats                  | Winnaar               | Legs  | Runner-Up             |
| --- | --------------------- | ----------------------- | --------------------- | ----- | --------------------- |
| 1   | Zaterdag 18 februari  | Wigan, Robin Park Arena | Luke Humphries        | 5-1   | Dawson Murschell      |
| 2   | Zaterdag 18 februari  | Wigan, Robin Park Arena | Dimitri Van den Bergh | 5 - 2 | Kenny Neyens          |
| 3   | Zondag 19 februari    | Wigan, Robin Park Arena | Ryan Meikle           | 5-1   | Harry Ward            |
| 4   | Zondag 19 februari    | Wigan, Robin Park Arena | Luke Humphries        | 5-2   | Kenny Neyens          |
| 5   | Zaterdag 18 maart     | Wigan, Robin Park Arena | Kenny Neyens          | 5-4   | Adam Hunt             |
| 6   | Zaterdag 18 maart     | Wigan, Robin Park Arena | Dimitri Van den Bergh | 5-2   | Adam Hunt             |
| 7   | Zondag 19 maart       | Wigan, Robin Park Arena | Adam Hunt             | 5-3   | Stephen Rosney        |
| 8   | Zondag 19 maart       | Wigan, Robin Park Arena | Steve Lennon          | 5-3   | Ted Evetts            |
| 9   | Zaterdag 27 mei       | Hildesheim, Halle 39    | Luke Humphries        | 5-1   | Dimitri Van den Bergh |
| 10  | Zaterdag 27 mei       | Hildesheim, Halle 39    | Mike van Duivenbode   | 5-0   | Adam Hunt             |
| 11  | Zondag 28 mei         | Hildesheim, Halle 39    | Jeffrey de Zwaan      | 5-2   | Adam Smith-Neale      |
| 12  | Zondag 28 mei         | Hildesheim, Halle 39    | Rusty-Jake Rodriguez  | 5-1   | Harry Ward            |
| 13  | Zaterdag 16 september | Barnsley, Metrodome     | Dimitri Van den Bergh | 5-4   | Rhys Griffin          |
| 14  | Zaterdag 16 september | Barnsley, Metrodome     | Mike van Duivenbode   | 5-3   | Dimitri Van den Bergh |
| 15  | Zondag 17 september   | Barnsley, Metrodome     | Martin Schindler      | 5-2   | Justin van Tergouw    |
| 16  | Zondag 17 september   | Barnsley, Metrodome     | Luke Humphries        | 5-1   | Ryan Meikle           |
| 17  | Zaterdag 4 november   | Wigan, Robin Park Arena | Mike de Decker        | 5-3   | Kurt Parry            |
| 18  | Zaterdag 4 november   | Wigan, Robin Park Arena | Ted Evetts            | 5-2   | Rowby-John Rodriguez  |
| 19  | Zondag 5 november     | Wigan, Robin Park Arena | Rowby-John Rodriguez  | 5-4   | Luke Humphries        |
| 20  | Zondag 5 november     | Wigan, Robin Park Arena | Luke Humphries        | 5-3   | Jake Jones            |

2004 · 2005 · 2006 · 2007 · 2008 · 2009 · 2010 · 2011 · 2012 · 2013 · 2014 · 2015 · 2016 · 2017 · 2018 · 2019 · 2020 · 2021 · 2022 · 2023 · 2024 · 2025